# Guerras en la Edad Moderna

## En elsigloXVI
A principios del siglo XVI se aplicaron acertadamente los principios del «arte de la guerra» y se utilizaron acertadamente los elementos que constituyen un ejército, en las brillantes operaciones de Gonzalo Fernández de Córdoba (1453-1515), que dio a su rey, Fernando el Católico, territorios envidiados y a su nombre fama universal.
Allí en Italia, se crearon planes estratégicos y concepciones tácticas; allí sobresalieron capitanes como maestros en el «arte de la guerra» y las habilidades del soldado español.
La infantería, por tanto, recobra su papel principal como núcleo de los ejércitos en el siglo XVI, donde se destacan los famosos tercios españoles, bajo el mando de generales como Pescara, Leiva, Colonna, el duque de Alba y Alejandro Farnesio. También destacan las constantes aplicaciones del «arte de la guerra» de estos militares, que permitieron al Imperio español ser la primera potencia mundial.
De aquel período se observan algunos preceptos actuales de enseñanza militar:
- Organización adecuada a los preceptos del «arte de la guerra».
- Perfecta distribución de tropas de diversas armas.
- Enlace apropiado de unas y otras en el combate.
- Observancia de una estrecha disciplina.
- Concepciones eficaces para guiar a las tropas en los teatros de operaciones.
- Vigor, audacia y resolución para ejecutarlos.
- Florece también el poder naval de España, con comandantes como Juan de Austria o el marqués de Santa Cruz.

## En elsigloXVII
Otros regenadores del «arte de la guerra», para algunos autores, fueron Enrique IV de Francia y Mauricio de Nassau y ya en el siglo XVII, durante los dos primeros períodos de la Guerra de los Treinta Años, no se advierte en general progreso alguno, recuperando el terreno perdido Gustavo II Adolfo de Suecia, con las sobresalientes habilidades que tenía y, aunque no trazó nuevos rumbos en el arte de guerrear, consiguió el rey de Suecia con su inteligencia, implantar nuevos conceptos para guerrear:
- Simplificando ciertas maniobras tácticas.
- Interpolando las armas.
- Adelantando las líneas y aligerando la artillería.
- Dio más flexibilidad a las órdenes de batalla.
- Amedrentando al enemigo con rápidos y audaces movimientos estratégicos.
- Enalteció las condiciones morales de sus tropas.
- Hizo en Alemania campañas memorables que le presentan en la Historia como perfecto dechado de general y monarca.
- Muerto el monarca sueco, se aplicaron con esmero las reglas del arte allí donde dirigen la guerra Turena y Montecculli.

Durante el reinado de Luis XIV de Francia (1638-1715), prevaleció la guerra de sitio. Luis XIV contó con la ayuda del talento de Vauban, el mejor en lo que a asalto y defensa de lugares fortificados se refiere y en las operaciones militares en general. Las guerras se reducían a sitiar o socorrer plazas fortificadas, dándose un adelanto en la fortificación permanente y  en la poliorcética.
Posteriormente, hicieron un uso adecuado de la doctrina militar, el inglés John Churchill (1650-1722) y el príncipe imperial Eugenio de Saboya (1663-1736), durante la célebre Guerra de Sucesión Española, en la cual sobresale principalmente la idea de encerrar a ejércitos numerosos en líneas atrincheradas. Pero esta estrategia se desechó debido los repetidos desastres que por punto general generaba este sistema, puesto quitaba a las tropas la poca movilidad que tenían, clavándolas materialmente a la tierra.
Cuando subió al trono el rey de Prusia, Federico II de Prusia (1712-1786), según José Almirante y Torroella no podía ser más deplorable el arte militar en Europa, por lo siguiente:
- Ignorancia crasa, supina en arte y en táctica.
- Horribles dilapidaciones por falta de Administración militar.
- Generales sin espionaje, pero al mismo tiempo con mesa diaria de 100 cubiertos.
- Hospitales por contrata, que se tragaban 50 .000 hombres.
- Armamento inservible.
- Caballería incivilizada.
- Estados Mayores formados de aluvión con «favoritos».
- Mando alternativo de generales de día, etc.

En estos particulares, llevaba gran ventaja a todos los ejércitos de las demás naciones europeas, el que organizó en Prusia Federico Guillermo I, base de la preponderancia que adquirió el Estado en tiempo de este monarca, a quien sucedió en el trono Federico II de Prusia, que con su personalidad eminentísima y sus singulares talentos, perfeccionó las instituciones militares, mantuvo siempre una disciplina rigurosa en sus tropas, adelantó considerablemente la instrucción militar, estableció el cuerpo de Estado Mayor y su escuela y si algunos estudiosos del «arte de la guerra» dijeron o dicen que sobresalió poco en estrategia, no puede negarse que Federico II con sus tropas maniobró más de una vez con suma habilidad en el «teatro de operaciones», y que en el campo de batalla supo utilizar con gran destreza los recursos de su profundo ingenio, bien manifiesto en la batalla de Rosbach y en la batalla de Leuthen.
Algunas guerras en la Edad Moderna:
- Guerra de Flandes
- Guerra de los Treinta Años
- Guerra de los Siete Años